# 阿部勇紀
阿部 勇紀（あべ ゆうき、1982年 - ）は、日本の元音楽家、ファッション編集者。「HYPEBEAST JAPAN」編集長。

## プロフィール
アメリカのセレブリティ・ファッション・メディア「アップスケールハイプ（UpscaleHype）」の日本ローンチに関わり、同時期にNBA Japanの公式サイトに選手のファッションに関するコラムを執筆。2018年に「HYPEBEAST JAPAN」入社。現在は、編集長を務めている。